# Zuidschermer
Zuidcchermer est un village situé dans la commune néerlandaise de Alkmaar, dans la province de la Hollande-Septentrionale. En 2009, le village comptait 615 habitants.

## Histoire
Jusqu'au 1er août 1970 Zuidschermer faisait partie de la commune de Zuid- en Noord-Schermer.